# Alffa
Alffa (trad. Alpha) es un dúo de blues rock en idioma galés, de Llanrug en Gales del Norte, formado en 2015. El grupo actualmente está formado por Dion Wyn Jones (voz, guitarra) y Sion Eifion Land (batería).
En 2019, la plataforma de streaming Spotify afirmó que la banda se había convertido en el "grupo en galés más reproducido de la historia", con tres millones de reproducciones tan solo en sus dos sencillos. 

## Historia
La banda fue fundada en 2015 por los adolescentes galeses Jones y Land, quienes crecieron juntos en Llanrug, un pueblo a diez minutos de la ciudad cercana de Caernarfon . Formaron la banda mientras estudiaban en Coleg Menai. Se graduaron de la escuela secundaria en Ysgol Brynrefail en 2018.
La banda recibió atención de las masas en mayo de 2018 cuando fueron nombrados por BBC Cymru Wales y el Arts Council of Wales en la grilla del festival anual Horizons Gorwelion.que los presentó como "una emocionante banda de rock 'n' roll de dos adolescentes de Llanrug inspirados por el blues"
El festival Horizons Gorwelion fue fundado por la locutora de la BBC Bethan Elfyn. La grilla fue seleccionada por figuras de PRS for Music, Moshi Moshi Records y Drowned in Sound.
En agosto de 2018, la banda actuó en el Festival N°6 en Portmeirion.
La banda cita a The Black Keys, The White Stripes, The Arcs, Black Pistol Fire, Jimi Hendrix, Tymbal y Jack White como influencias.
En noviembre de 2018, la banda recibió una cobertura mediática inesperada después de haber sido incluidos por los curadores de listas de reproducción de Sudamérica de Spotify, lo que llevó a que su sencillo Gwenwyn (en español: veneno) recibiera más de 850.000 reproducciones y una audiencia internacional. La atención fue el resultado de la unión de la banda con los distribuidores internacionales PYST (financiados por el gobierno galés), quienes brindan a los músicos galeses servicios de discográfica, distribución digital, inclusión en listas de reproducción, distribución física a nivel internacional, así como reservas para espectáculos y giras con promotores y escenarios a nivel mundial.
En diciembre de 2018, Gwenwyn se convirtió en el primer sencillo en idioma galés en recibir más de un millón de reproducciones. Los hechos fueron reportados en The Guardian y en la portada nacional de BBC News Online 
En 2019, la banda apareció en el programa "Art of Now: Cymru Rising" de BBC Radio 4, que destacó el aumento de artistas en lengua galesa, denominado Cool Cymru 2.0.
La banda está grabando su primer álbum luego del éxito de sus lanzamientos digitales y también está planeando presentaciones internacionales. Se presentarán en el festival Sŵn en octubre de 2019 junto a Gruff Rhys, The Comet Is Coming y Nilüfer Yanya.

## Miembros de la banda

### Actuales
- Dion Wyn Jones - voz, guitarra (2015-presente)
- Sion Eifion Land - batería (2015-presente)

## Discografía

### Individual
| Año  | Título                                                             | Etiqueta                  | Álbum                                                                  |
| ---- | ------------------------------------------------------------------ | ------------------------- | ---------------------------------------------------------------------- |
| 2018 | "Creadur"                                                          | Rasal Miwsig              |                                                                        |
| 2018 | Sesiwn Radio Cymru - "Tomos Rhys" - "13.11.15" - "Mwgwd - Acwstig" | Lanzamiento independiente |                                                                        |
| 2018 | "Gwenwyn"                                                          | Recordiau Côsh Records    | "Rhyddid o'r Cysgodion Gwenwynig / Freedom from the Poisonous Shadows" |
| 2019 | "Pla"                                                              | Recordiau Côsh Records    | "Rhyddid o'r Cysgodion Gwenwynig / Freedom from the Poisonous Shadows" |
| 2019 | "Full Moon Vulture"                                                | Recordiau Côsh Records    | "Rhyddid o'r Cysgodion Gwenwynig / Freedom from the Poisonous Shadows" |

### Álbumes
| Año  | Título                                                                 | Etiqueta               |
| ---- | ---------------------------------------------------------------------- | ---------------------- |
| 2019 | "Rhyddid o'r Cysgodion Gwenwynig / Freedom from the Poisonous Shadows" | Recordiau Côsh Records |